# هارون الثاني
هارون الثاني أو هارون بن بنيامين. وكان حاكم إمبراطورية الخزر في بدايات القرن العاشر.
وفي عام 935 قام ملك الروس بمهاجمة تومتاراكان التي في القرم بمساعدة من البيزنطيين، كماستولى الروس على أجزاء أخرى من القرم. وفي عام 939 قام هارون الثاني حاكم الخزر في تلك الفترة بالانتقام من الروس وتخريب تومتاراكان.